# 山城正忠
山城 正忠（やましろ せいちゅう、1884年（明治17年）11月1日 - 1949年（昭和24年）11月22日）は、明治から昭和にかけて活動した歌人、小説家。唐名は胡 之忠。

## 生涯
沖縄県那覇市出身。上京して医学を学ぶかたわら、「新詩社」に入会。与謝野鉄幹・晶子夫妻に師事し歌人を目指す。石川啄木と交流があり日記にたびたび登場するが、啄木には「肥つて達磨の様である」と評され、酔態ばかり書かれている。帰郷後、歯科医を開業する一方、『明星』・『スバル』・『冬柏』に短歌を投稿、『ホトトギス』に小説を発表した。沖縄に近代文学を伝える役割を果たした。
代表的歌集に『紙銭を焼く』、小説に『九年母』がある。『九年母』では日清戦争時代の「頑固党」と「開化党」の争いの中で、日本化されてゆく沖縄社会の状況を描いた。また戯曲に『冠船』がある。書家としても知られた。